# Bílá Skála (Terešov)
Bílá Skála (dříve Salcperk, německy Salzberg) je malá vesnice, část obce Terešov v okrese Rokycany v Plzeňském kraji. Nachází se asi 2,5 kilometru jihozápadně od Terešova. Je zde evidováno 29 adres. V roce 2011 zde trvale žilo 22 obyvatel.
Bílá Skála leží v katastrálním území Terešov o výměře 6,71 km². Východně od vsi se nachází židovský hřbitov.

## Název
V roce 1869 nesla název Salzberk, v letech 1880–1890 Solnovrch, v letech 1900–1910 znovu Salzberk, v letech 1921–1930 Salcperk a od roku 1950 se nazývá Bílá Skála.

## Historie
První písemná zmínka o vesnici pochází z roku 1788.

## Obyvatelstvo
| Rok            | 1869 | 1880 | 1890 | 1900 | 1910 | 1921 | 1930 | 1950 | 1961 | 1970 | 1980 | 1991 | 2001 | 2011 | 2021 |
| -------------- | ---- | ---- | ---- | ---- | ---- | ---- | ---- | ---- | ---- | ---- | ---- | ---- | ---- | ---- | ---- |
| Počet obyvatel | 225  | 212  | 255  | 132  | 134  | 121  | 122  | 100  | 85   | 67   | 37   | 18   | 14   | 22   | 35   |
| Počet domů     | 31   | 32   | 46   | 28   | 27   | 26   | 26   | 27   | 27   | 23   | 17   | 24   | 24   | 25   | 24   |

## Obecní správa
Při sčítání lidu v letech 1869–1980 Bílá Skála byla osadou obce Terešov, se kterým patřila nejprve do okresu Hořovice, ale v letech 1900–1980 v okrese Rokycany. Od 1. ledna 1980 do 31. srpna 1990 byly častí města Mlečice v okrese Rokycany. Od 24. listopadu 1990 je znovu částí obce Terešov v okrese Rokycany.